# Jeux olympiques d'été de 1992
Pour les articles homonymes, voir Jeux olympiques de 1992.
Les Jeux olympiques d'été de 1992, officiellement appelés Jeux de la XXVe olympiade de l'ère moderne, se sont déroulés à Barcelone, en Catalogne, Espagne, du 25 juillet au 9 août 1992. Il s'agit des premiers Jeux olympiques organisés sur le territoire espagnol, et des premiers à se dérouler sans boycott depuis ceux de Munich en 1972. Malgré le contexte politique international, tous les comités nationaux olympiques participent à cet événement.
Ce sont 169 nations et 9 356 athlètes (dont 2 704 femmes) qui prennent part à 257 épreuves dans 23 sports, dont le baseball et le badminton qui sont inscrits officiellement au programme de ces jeux de Barcelone.
Ces Jeux sont marqués par la fin de l’amateurisme, à l'image du tournoi de basket-ball, et par la commercialisation à son maximum de l’événement, avec pour symbole le prix exorbitant des droits de télévision.

## Élection de la ville hôte
Le Comité international olympique confie l'organisation des Jeux olympiques d'été de 1992 à la ville de Barcelone au cours de la 91e session du 17 octobre 1986 à Lausanne. À l'issue du dernier tour de scrutin, elle devance les villes de Paris (de 24 voix), Brisbane et Belgrade. La France se voit cependant décerner l'organisation des Jeux olympiques d'hiver de 1992 le même jour avec le succès de la candidature de la ville d'Albertville. Les autres finalistes Birmingham et Amsterdam sont éliminés lors des tours précédents.
Les résultats officiels des trois tours du scrutin sont :
| Ville      | Pays        | Tour 1 | Tour 2 | Tour 3 |
| ---------- | ----------- | ------ | ------ | ------ |
| Barcelone  | Espagne     | 29     | 37     | 47     |
| Paris      | France      | 19     | 20     | 23     |
| Brisbane   | Australie   | 11     | 9      | 10     |
| Belgrade   | Yougoslavie | 13     | 11     | 5      |
| Birmingham | Royaume-Uni | 8      | 8      | –      |
| Amsterdam  | Pays-Bas    | 5      | –      | –      |

## Organisation

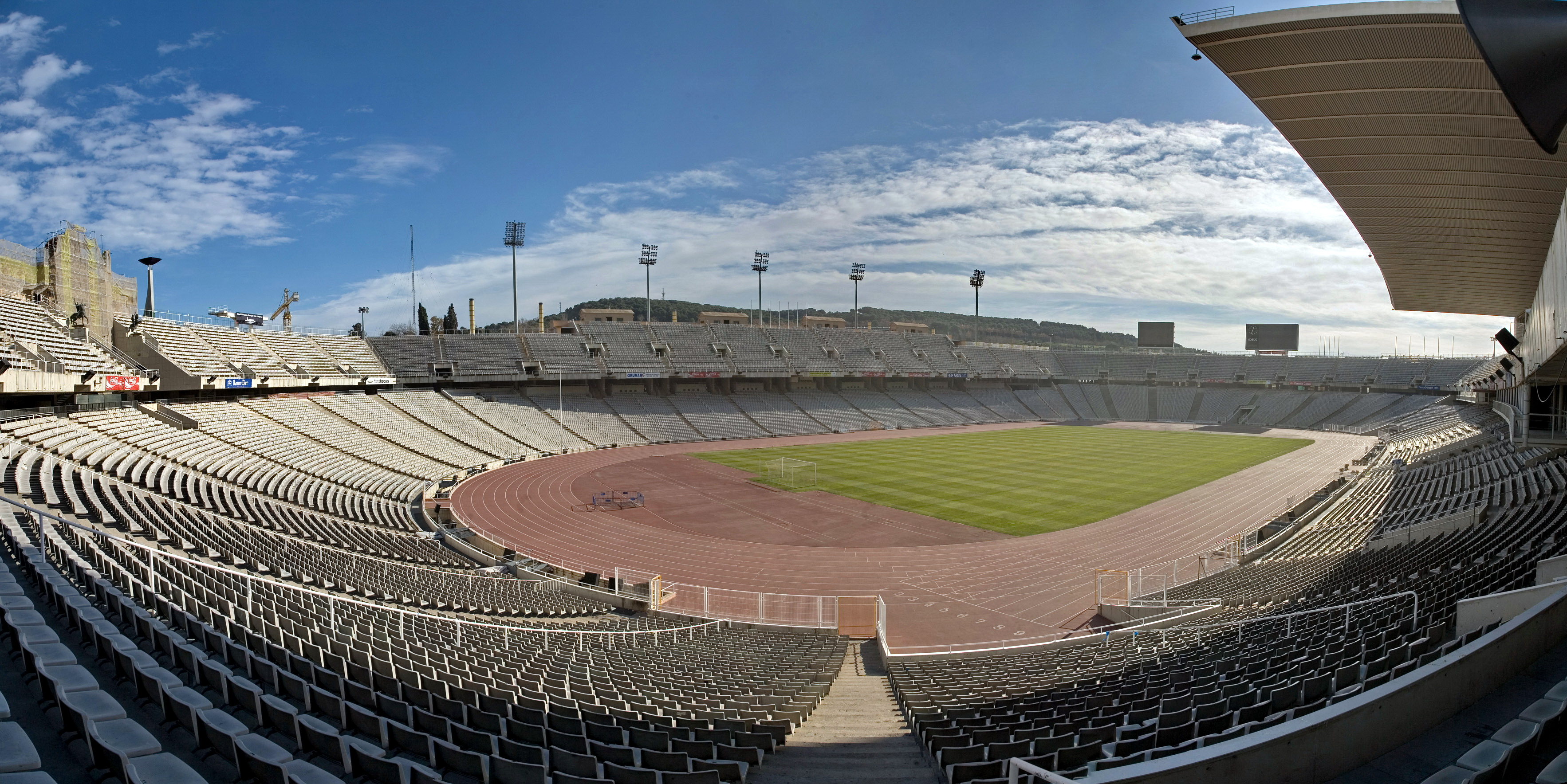
Le stade olympique de Montjuic.

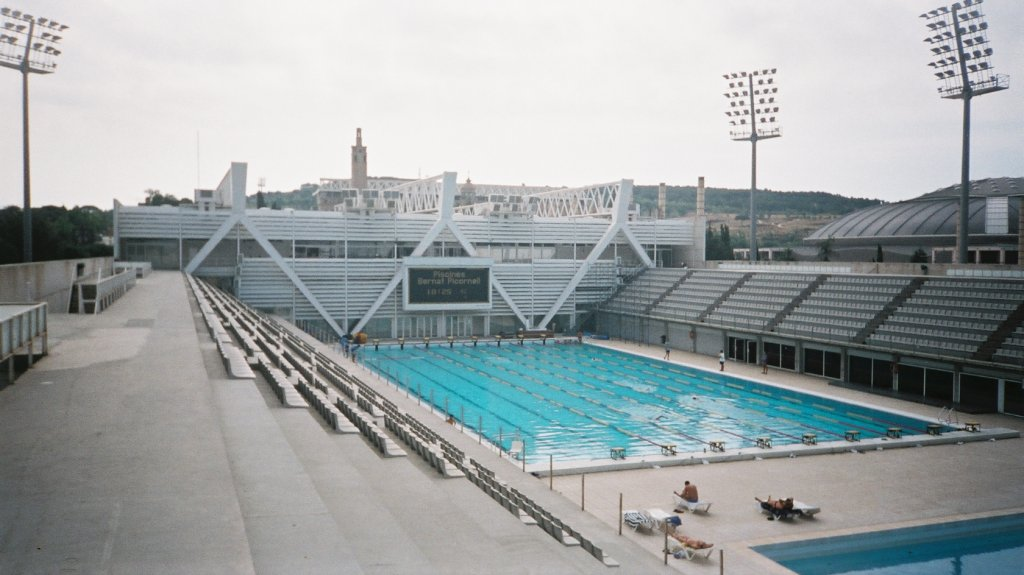
La Piscine Bernat Picornell.

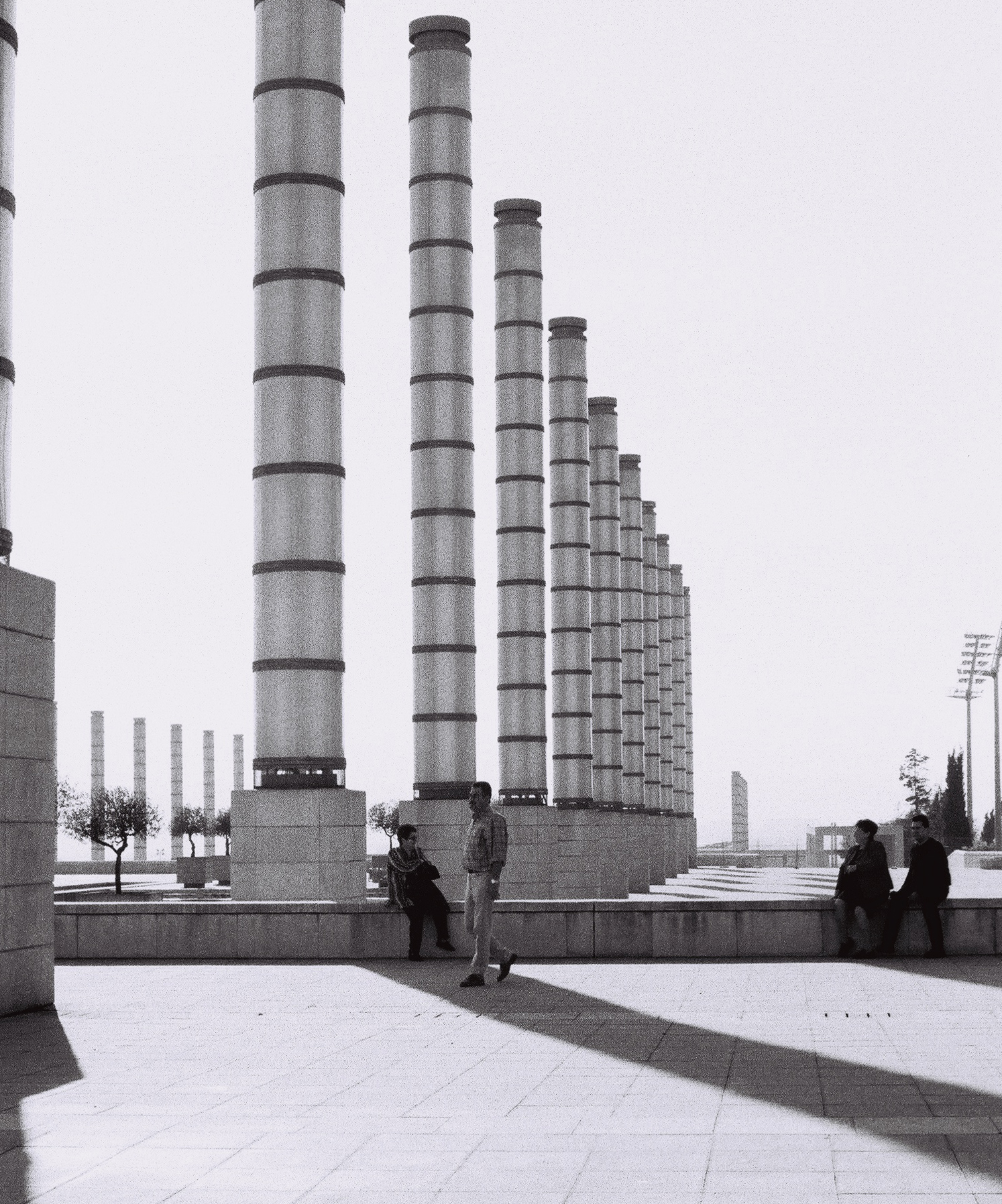
Le Parc olympique de Barcelone, haut lieu des J.O. de 1992, situé sur la colline de Montjuic. Au bout de cette perspective se trouve un monument en hémisphère citant les noms des principaux pères de l'Europe.

### Emblèmes
Le logo officiel des Jeux de Barcelone fut dessiné par l'artiste espagnol Josep Maria Trias. Il représente un athlète en plein effort au-dessus d'un obstacle (les anneaux olympiques). La couleur bleue évoque la Méditerranée, le rouge est le symbole de la vie. Les bras ouverts dessinés en jaune sont signe d'hospitalité.
La mascotte olympique est « Cobi », un chien berger catalan. Elle est l'œuvre de l'artiste valencien Javier Mariscal.
La torche olympique, créée par l'artiste André Ricard, reprend sur la poignée l'emblème des Jeux. Il porte l'inscription « XXV Olimpiada Barcelona 1992 » (25e olympiade Barcelone 1992).
La médaille olympique, d'un diamètre de 56 mm, représente la déesse de la Victoire sur l'avers, et l'emblème officiel des Jeux sur le revers. Elle est l'œuvre du sculpteur Xavier Corberó.
La chanson officielle de ces Jeux olympiques est Barcelona, interprétée par son auteur Freddie Mercury et la cantatrice catalane Montserrat Caballé, jouée depuis lors du spectacle de la fontaine magique de Montjuïc, au dessus de l'avenue de la Reine Marie-Christine.

### Sites olympiques
Le Parc olympique de Montjuïc, matérialisé par l'Anneau olympique de Montjuïc, comprend les principaux sites des compétitions, dont le Stade olympique Lluís-Companys accueillant les épreuves d'athlétisme et les cérémonies d'ouverture et de clôture. Parmi les autres enceintes sportives figurent le Palau Sant Jordi (gymnastique, volley-ball et handball), la Piscine Bernat Picornell (natation et water-polo), l'Institut National d'Éducation physique de Catalogne (lutte), le Palais de sports de Barcelone (gymnastique rythmique et volley-ball), le Palais de la métallurgie (escrime), la Piscine municipale de Montjuïc (plongeon et water-polo) et le Pavillon de l'Espagne industrielle (haltérophilie).
Le Parc de Mar comprend le Port olympique de Barcelone situé dans le district de Sant Marti, le Pavillon de la Mar Bella (badminton) et la Salle multisport Estació del Nord (tennis de table). Dans le quartier Diagonal, des matchs de football sont disputés dans le célèbre Camp Nou et au Stade de Sarrià. Le judo est disputé au Palais Blaugrana, les compétitions équestres au Reial Club de Polo. Dans le quartier de La Vall d'Hebron, sont situés le Vélodrome, le Centre archer olympique, le Centre de tennis ainsi qu'un Pavillon de volley-ball.
D'autres villes espagnoles accueillent également les différentes compétitions. Il s'agit de Badalone, de Granollers, du lac de Banyoles pour l'aviron, de Mollet del Vallès (tir), de Sant Sadurní d'Anoia (cyclisme sur route), de L'Hospitalet de Llobregat, de Viladecans, de Castelldefels, de La Seu d'Urgell, et de Seva (club hippique). Par ailleurs, des matchs du tournoi olympique de football sont disputés à Saragosse, Valence et Sabadell.

### Cérémonie d'ouverture
La cérémonie d’ouverture se déroule au Stade olympique de Montjuic le 25 juillet 1992 présidé par le Roi Juan Carlos Ier d'Espagne aux côtés de Juan Antonio Samaranch, président du Comité international olympique.
Le spectacle, créé par la compagnie barcelonaise La Fura dels Baus, représente la scène mythologique d’Hercule séparant les continents européen et africain en créant la Mer Méditerranée. La musique fut composée par l’artiste catalan Carles Santos Ventura et interprétée entre autres par la soprano Montserrat Caballé et les ténors Placido Domingo et José Carreras. Montserrat Caballé n'interpréta pas la chanson Barcelona en duo avec Freddie Mercury lors de la cérémonie, en raison de la mort de ce dernier en novembre 1991.
Le prince Felipe de Bourbon, héritier du trône, est le porte-drapeau de la délégation espagnole ; il participe en tant que sportif aux épreuves de voile. La vasque olympique est allumée par une flèche embrasée tirée par l’archer paralympique espagnol Antonio Rebollo. La cérémonie se termine par une pluie de feux d’artifice.

## Contexte politique et nations participantes

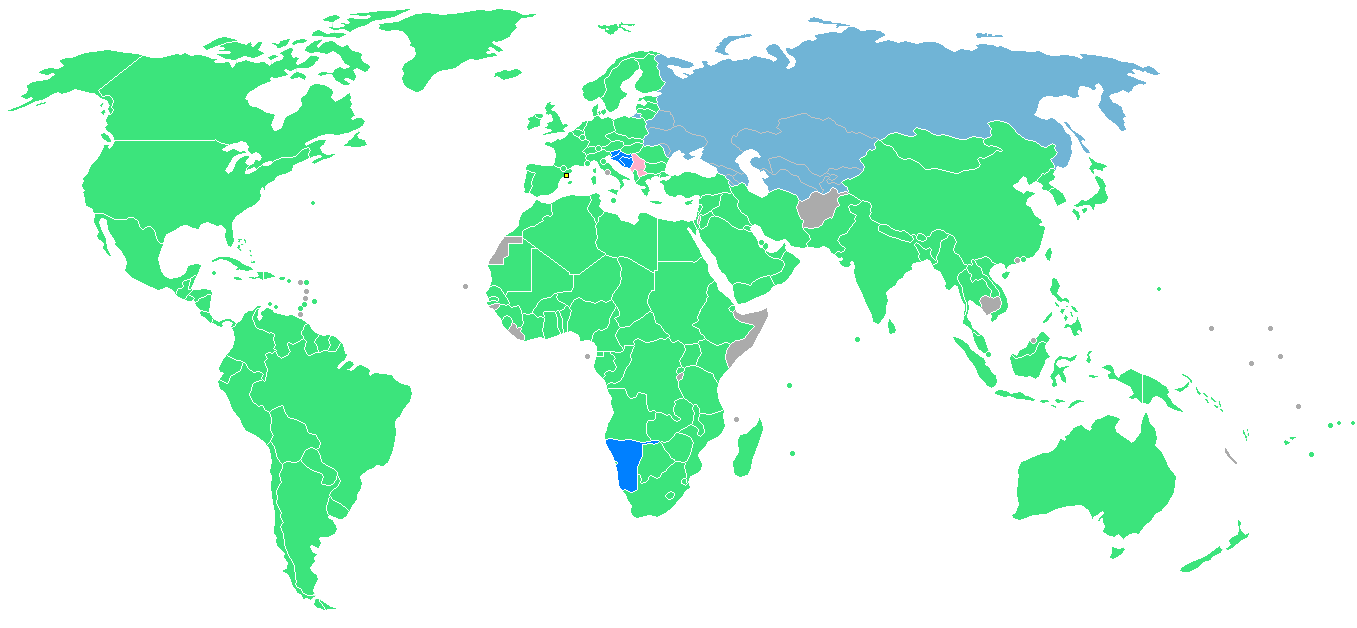
Pays participants en 1992.
Pays participant pour la première fois.
Pays formant l'équipe unifiée.
Pays ayant déjà participé.

L'année 1991 est marquée par une multitude d'événements politiques avec le démantèlement de l’Union soviétique, la fin de la politique d'apartheid en Afrique du Sud et la guerre qui fait rage en ex-Yougoslavie. Dans ce contexte mondial, le Comité international olympique souhaite réunir le plus grand nombre de pays pour réaliser des jeux universels.
Alors que l’apartheid est toujours présent en Afrique du Sud, le CIO reconnaît officiellement son comité olympique le 9 juillet 1991 et demande aux dirigeants de mettre fin à la discrimination dans le sport. Malgré de fortes tensions dans le pays, notamment avec le massacre en juin de 46 noirs au sud de Johannesburg, le Congrès national africain, principal parti d'opposition au gouvernement, n'oppose pas de veto à l'envoi d'une délégation nationale sud-africaine aux jeux de Barcelone, dans laquelle figurera une minorité de noirs. L'Afrique du Sud fait ainsi son retour aux Jeux olympiques après 28 ans d'absence.
L’URSS étant démembrée depuis 1991, plusieurs de ses nations effectuent leur retour aux jeux telles l'Estonie, la Lettonie et la Lituanie, comités reconnus depuis 1991. Les autres pays soviétiques éclatés reconnus par le CIO le 9 mars 1992 participent quant à eux sous le nom d’une équipe unifiée : la Communauté des États indépendants (CEI). Tous les athlètes de cette délégation défilèrent sous la bannière olympique.
L'année 1991 est marquée par le conflit dans les pays des Balkans. La Yougoslavie, sous sanctions internationales de l’ONU, ne peut participer aux Jeux olympiques. Le Comité international olympique propose que la Serbie concoure comme équipe indépendante sous la bannière et l’hymne olympiques. Une soixantaine d’athlètes participèrent par conséquent aux compétitions sans avoir le droit de défiler lors des cérémonies d’ouverture.
Après la chute du mur de Berlin, une seule Allemagne se présente à Barcelone, une première depuis les Jeux olympiques d'été de 1964 (de 1952 à 1964, la RFA et la RDA concouraient au sein d'une seule équipe olympique allemande, malgré la Guerre froide). L’Albanie, libérée de sa dictature, fait son retour après 20 ans d’absence. Quatre pays ayant obtenu leur indépendance entre 1990 et 1992 font leur première apparition aux Jeux olympiques : la Bosnie-Herzégovine, la Croatie, la Namibie et la Slovénie.
La trêve olympique demandée par le pape Jean-Paul II n’aura pas lieu, mais le Comité international olympique aura néanmoins réussi l’exploit de rassembler la totalité de ses comités olympiques durant ces jeux.
Les Jeux olympiques de Barcelone s'inscrivent dans une série d'événements ayant marqué l'année 1992 en Espagne, avec l'organisation de l'Exposition universelle à Séville, la désignation de Madrid comme capitale européenne de la culture et les célébrations du cinquième centenaire de la découverte de l'Amérique.
| Afrique | Amérique | Asie | Europe | Océanie |
| - Afrique du Sud (94) - Algérie (38) - Angola (39) - Bénin (6) - Botswana (6) - Burkina Faso (4) - République centrafricaine (11) - Cameroun (16) - République du Congo (7) - Côte d'Ivoire (13) - Djibouti (8) - Égypte (83) - Éthiopie (23) - Gabon (8) - Gambie (5) - Ghana (37) - Guinée (8) - Guinée équatoriale (7) - Kenya (51) - Lesotho (6) - Liberia (??) - Libye (6) - Madagascar (14) - Malawi (4) - Mali (5) - Maroc (53) - Maurice (13) - Mauritanie (6) - Mozambique (6) - Namibie (6) - Niger (3) - Nigeria (57) - Ouganda (8) - Rwanda (10) - Sénégal (21) - Seychelles (11) - Sierra Leone (11) - Soudan (6) - Swaziland (6) - Tanzanie (9) - Tchad (7) - Togo (6) - Tunisie (14) - Zaïre (20) - Zambie (9) - Zimbabwe (19) | - Antigua-et-Barbuda (13) - Antilles néerlandaises (4) - Argentine (107) - Aruba (5) - Bahamas (15) - Barbade (17) - Belize (10) - Bermudes (20) - Bolivie (14) - Brésil (195) - Îles Caïmans (10) - Canada (304) - Chili (14) - Colombie (51) - Costa Rica (16) - Cuba (187) - Équateur (13) - États-Unis (578) - Grenade (4) - Guatemala (14) - Guyana (6) - Haïti (7) - Honduras (10) - Îles Vierges des États-Unis (24) - Îles Vierges britanniques (4) - Jamaïque (36) - Mexique (134) - Nicaragua (8) - Panama (5) - Paraguay (30) - Pérou (16) - Porto Rico (75) - République dominicaine (32) - Saint-Vincent-et-les-Grenadines (6) - Salvador (4) - Suriname (6) - Trinité-et-Tobago (7) - Uruguay (23) - Venezuela (37) | - Arabie saoudite (9) - Bahreïn (13) - Bangladesh (6) - Bhoutan (6) - Birmanie (4) - Chine (246) - Corée du Nord (64) - Corée du Sud (244) - Émirats arabes unis (14) - Hong Kong (38) - Inde (53) - Indonésie (47) - Irak (9) - Iran (40) - Japon (272) - Jordanie (7) - Koweït (36) - Laos (6) - Liban (13) - Malaisie (28) - Maldives (7) - Mongolie (33) - Népal (5) - Oman (5) - Pakistan (27) - Philippines (34) - Qatar (31) - Singapour (14) - Sri Lanka (11) - Syrie (10) - Taipei chinois (37) - Thaïlande (47) - Vietnam 7) - Yémen (13) | - Albanie (8) - Allemagne (486) - Andorre (8) - Autriche (107) - Belgique (68) - Bosnie-Herzégovine (10) - Bulgarie (139) - Chypre (17) - Croatie (41) - Danemark (117) - Espagne (489) - Estonie (37) - Finlande (89) - France (376) - Grande-Bretagne (376) - Grèce (72) - Hongrie (222) - Irlande (58) - Islande (29) - Israël (30) - Italie (323) - Lettonie (34) - Liechtenstein (7) - Lituanie (47) - Luxembourg (6) - Malte (7) - Monaco (2) - Norvège (85) - Pays-Bas (215) - Pologne (205) - Portugal (100) - Roumanie (176) - Saint-Marin (17) - Suède (192) - Suisse (114) - Slovénie (35) - Équipe unifiée (494) - Tchécoslovaquie (209) - Turquie (47) | - Australie (295) - Îles Cook (2) - Fidji (19) - Guam (22) - Nouvelle-Zélande (137) - Papouasie-Nouvelle-Guinée (13) - Îles Salomon (1) - Samoa (5) - Samoa américaines (3) - Tonga (5) - Vanuatu (6) |
| 46 pays | 39 pays | 34 pays | 39 pays | 11 pays |
| - Participants olympiques indépendants (originaires de Macédoine et de la république fédérale de Yougoslavie) | | | | |

## Compétition

### Sports et résultats
Après avoir été en démonstration à six reprises, le baseball est inscrit au programme officiel des Jeux olympiques de Barcelone, tout comme le badminton. Par ailleurs, le judo féminin fait son entrée aux Jeux après avoir été sport de démonstration quatre ans plus tôt alors qu'en canoë-kayak, le slalom fait son retour après 20 ans d'absence. Les sports de démonstration sont la pelote basque, le rink hockey et le taekwondo.
Au total, ce sont 25 sports et 257 épreuves qui figurent au programme de ces jeux de 1992.
| - Athlétisme (43) - Aviron (14) - Badminton (4) - Baseball (1) - Basket-ball (2) - Boxe (12) - Canoë-kayak (16) - Cyclisme (10) - Escrime (8) - Football (1) - Gymnastique (15) | - Haltérophilie (10) - Handball (2) - Hockey sur gazon (2) - Judo (14) - Lutte (20) - Pentathlon moderne (2) - Sports aquatiques Natation (31) Natation synchronisée (2) Plongeon (4) Water-polo (1) | - Sports équestres (6) - Tennis (4) - Tennis de table (4) - Tir (13) - Tir à l'arc (4) - Voile (10) - Volley-ball (2) |

À ces épreuves s'ajoutent 27 épreuves des sports en démonstration :
- Pelote basque (10)
- Rink hockey (1)
- Taekwondo (16)

### Faits marquants
Athlétisme
Résultats détaillés
Le symbole de fraternité donné par l’Éthiopienne Derartu Tulu, première femme d’Afrique noire championne olympique et par la Sud-Africaine blanche Elana Meyer, sa dauphine sur le 10 000 m fut considérée comme l’une des images fortes de ces jeux de Barcelone. Sur le sprint, le Britannique Linford Christie devient à 32 ans le champion olympique du 100 m le plus âgé, alors que Carl Lewis remporte sa huitième médaille d’or olympique, sa troisième consécutive à la longueur. Sur le 100 m haies, la Grecque Paraskevi Patoulidou, profitant de la chute de l’Américaine Gail Devers, devient la première femme de son pays championne olympique.
Aviron
Résultats détaillés
Le Britannique Steve Redgrave continue sa moisson olympique en obtenant sa troisième médaille d'or en aviron en autant d'olympiades.
Badminton
Résultats détaillés
Baseball
Résultats détaillés
Basket-ball
Résultats détaillés
Pour la première fois, des joueurs américains de basket-ball issus de la NBA sont autorisés à participer aux Jeux olympiques. Dans le passé, les États-Unis étaient représentés par des joueurs universitaires ou évoluant en Europe. Ainsi, l'équipe des États-Unis de basket-ball se présente à Barcelone avec toutes ses stars tels Michael Jordan, Magic Johnson, Larry Bird, Patrick Ewing ou Charles Barkley et est déjà surnommée la Dream Team (l'équipe de rêve). Dans l'enceinte du pavillon olympique de Badalone, dédié au basket-ball, elle ne rencontre guère de difficultés lors du tournoi olympique, au Pavillon olympique de Badalone, en remportant ses huit rencontres avec un écart minimum de 32 points par match (44 en moyenne), dominant outrageusement tous ses adversaires sans oublier de faire le spectacle. Lors de la finale du 8 août 1992, l'équipe américaine s'impose 117 à 85 devant la Croatie. La Dream Team est considérée comme la plus grande équipe de basket-ball de tous les temps.
Boxe
Résultats détaillés
Pour son retour aux Jeux olympiques après douze ans d'absence, l'équipe de Cuba domine les épreuves de boxe en remportant sept des douze médailles d'or disponibles. Elle remporte neuf médailles au total, preuve de sa suprématie dans le monde amateur. Parmi ces boxeurs cubains, figure l'emblématique Felix Savon qui remporta en 1992 l'un de ses trois titres olympiques dans la catégorie des poids lourds (- de 91 kg). La boxe, porte-drapeau du sport cubain, est uniquement pratiquée en amateur à la suite d'un décret national de Fidel Castro en 1962 interdisant le professionnalisme sportif.
Canoë-kayak
Résultats détaillés
Cyclisme
Résultats détaillés
Équitation
Résultats détaillés
Escrime
Résultats détaillés
Football
Résultats détaillés
Gymnastique
Résultats détaillés
Le gymnaste Vitaly Scherbo réussit l’exploit de ces jeux de 1992 en remportant six titres olympiques. Il devient le premier sportif de cette discipline sextuple médaillé d'or, le plaçant à une unité du record absolu réalisé vingt ans plus tôt à Munich par le nageur Mark Spitz (7 médailles d'or au total). Après avoir remporté le titre par équipe, Scherbo décroche cinq médailles d’or individuelles au concours général, au cheval d’arçons, aux anneaux, au saut de cheval et aux barres parallèles. Dans la même journée du 2 août 1992, il devint même le premier sportif de l’histoire à remporter quatre titres olympiques en une seule journée. Vitaly Scherbo, 20 ans, originaire de Minsk en Biélorussie fut membre de l'équipe unifiée de l’ex-URSS durant ces Jeux.
Haltérophilie
Résultats détaillés
Handball
Résultats détaillés
Hockey sur gazon
Résultats détaillés
Judo
Résultats détaillés
Lutte
Résultats détaillés
Natation
Résultats détaillés
Le Russe Alexander Popov remporte quatre médailles, dont les titres sur 50 m et 100 m nage libre, alors que son compatriote Yevgeny Sadovyi décroche trois médailles d’or. Côté féminin, la Hongroise Krisztina Egerszegi est triple championne olympique. Les victoires des nageuses chinoises Zhuang Yong et Lin Li sont assombries par de forts soupçons de dopage.
Natation synchronisée
Résultats détaillés

La Canadienne Sylvie Fréchette n'a obtenu sa médaille d'or que 14 mois après les jeux. À cause d'une erreur de frappe d'un juge, il ne lui avait d'abord été remis que la médaille d'argent derrière l'Américaine Kristen Babb-Sprague, qui a été autorisée à garder aussi sa médaille d'or.
Pentathlon moderne
Résultats détaillés
Rink hockey (Démonstration)
Résultats détaillés
Tennis
Résultats détaillés
Tennis de table
Résultats détaillés
Tir
Résultats détaillés
L'épreuve mixte de tir de skeet est remportée par la Chinoise Shan Zhang, arrivée en tête devant sept hommes. Avant les Jeux olympiques, l'Union internationale de tir a toutefois proposé au CIO (qui l'a validé) le remplacement des épreuves mixtes par des épreuves hommes et femmes ; Shan Zang est donc la dernière titrée sur cette discipline.
Tir à l'arc
Résultats détaillés
Voile
Résultats détaillés
Volley-ball
Résultats détaillés

### Records de médailles
| Athlète             | Pays                               | Sport       | Médaille d'or, Jeux olympiques | Médaille d'argent, Jeux olympiques | Médaille de bronze, Jeux olympiques | Total |
| Vitali Scherbo      | Équipe unifiée aux Jeux olympiques | Gymnastique | 6                              | 0                                  | 0                                   | 6     |
| Krisztina Egerszegi | Hongrie                            | Natation    | 3                              | 0                                  | 0                                   | 3     |
| Yevgeny Sadovyi     | Équipe unifiée aux Jeux olympiques | Natation    | 3                              | 0                                  | 0                                   | 3     |
| Nicole Haislett     | États-Unis                         | Natation    | 3                              | 0                                  | 0                                   | 3     |
| Alexander Popov     | Équipe unifiée aux Jeux olympiques | Natation    | 2                              | 2                                  | 0                                   | 4     |
| Tatiana Gutsu       | Équipe unifiée aux Jeux olympiques | Gymnastique | 2                              | 1                                  | 1                                   | 4     |
| Lavinia Milosovici  | Roumanie                           | Gymnastique | 2                              | 1                                  | 1                                   | 4     |
| Summer Sanders      | États-Unis                         | Natation    | 2                              | 1                                  | 1                                   | 4     |
| Gwen Torrence       | États-Unis                         | Athlétisme  | 2                              | 1                                  | 0                                   | 3     |
| Matt Biondi         | États-Unis                         | Natation    | 2                              | 1                                  | 0                                   | 3     |
| Jenny Thompson      | États-Unis                         | Natation    | 2                              | 1                                  | 0                                   | 3     |
| Jon Olsen           | États-Unis                         | Natation    | 2                              | 0                                  | 1                                   | 3     |

### Tableau des médailles
L'équipe unifiée de l'ex-URSS termine en tête du classement des nations avec 112 médailles, dont 45 en or. Elle devance les États-Unis avec 108 médailles (37 en or) et l'Allemagne avec 82 médailles (33 en or). L'Espagne, pays hôte, décroche 13 titres olympiques.
| Rang  | Pays                               | Médaille d'or, Jeux olympiques | Médaille d'argent, Jeux olympiques | Médaille de bronze, Jeux olympiques | Total |
| 1     | Équipe unifiée aux Jeux olympiques | 45                             | 38                                 | 29                                  | 112   |
| 2     | États-Unis                         | 37                             | 34                                 | 37                                  | 108   |
| 3     | Allemagne                          | 33                             | 21                                 | 28                                  | 82    |
| 4     | Chine                              | 16                             | 22                                 | 16                                  | 54    |
| 5     | Cuba                               | 14                             | 6                                  | 11                                  | 31    |
| 6     | Espagne                            | 13                             | 7                                  | 2                                   | 22    |
| 7     | Corée du Sud                       | 12                             | 5                                  | 12                                  | 29    |
| 8     | Hongrie                            | 11                             | 12                                 | 7                                   | 30    |
| 9     | France                             | 8                              | 5                                  | 16                                  | 29    |
| 10    | Australie                          | 7                              | 9                                  | 11                                  | 27    |
| 11    | Canada                             | 7                              | 4                                  | 7                                   | 18    |
| 12    | Italie                             | 6                              | 5                                  | 8                                   | 19    |
| 13    | Royaume-Uni                        | 5                              | 3                                  | 12                                  | 20    |
| 14    | Roumanie                           | 4                              | 6                                  | 8                                   | 18    |
| 15    | Tchécoslovaquie                    | 4                              | 2                                  | 1                                   | 7     |
| 16    | Corée du Nord                      | 4                              | 0                                  | 5                                   | 9     |
| 17    | Japon                              | 3                              | 8                                  | 11                                  | 22    |
| 18    | Bulgarie                           | 3                              | 7                                  | 6                                   | 16    |
| 19    | Pologne                            | 3                              | 6                                  | 10                                  | 19    |
| 20    | Pays-Bas                           | 2                              | 6                                  | 7                                   | 15    |
| 21    | Kenya                              | 2                              | 4                                  | 2                                   | 8     |
| 22    | Norvège                            | 2                              | 4                                  | 1                                   | 7     |
| 23    | Turquie                            | 2                              | 2                                  | 2                                   | 6     |
| 24    | Indonésie                          | 2                              | 2                                  | 1                                   | 5     |
| 25    | Brésil                             | 2                              | 1                                  | 0                                   | 3     |
| 26    | Grèce                              | 2                              | 0                                  | 0                                   | 2     |
| 27    | Suède                              | 1                              | 7                                  | 4                                   | 12    |
| 28    | Nouvelle-Zélande                   | 1                              | 4                                  | 5                                   | 10    |
| 29    | Finlande                           | 1                              | 2                                  | 2                                   | 5     |
| 30    | Danemark                           | 1                              | 1                                  | 4                                   | 6     |
| 31    | Maroc                              | 1                              | 1                                  | 1                                   | 3     |
| 32    | Irlande                            | 1                              | 1                                  | 0                                   | 2     |
| 33    | Éthiopie                           | 1                              | 0                                  | 2                                   | 3     |
| 34    | Algérie                            | 1                              | 0                                  | 1                                   | 2     |
| 34    | Estonie                            | 1                              | 0                                  | 1                                   | 2     |
| 34    | Lituanie                           | 1                              | 0                                  | 1                                   | 2     |
| 37    | Suisse                             | 1                              | 0                                  | 0                                   | 1     |
| 38    | Jamaïque                           | 0                              | 3                                  | 1                                   | 4     |
| 38    | Nigeria                            | 0                              | 3                                  | 1                                   | 4     |
| 40    | Lettonie                           | 0                              | 2                                  | 1                                   | 3     |
| 41    | Autriche                           | 0                              | 2                                  | 0                                   | 2     |
| 41    | Namibie                            | 0                              | 2                                  | 0                                   | 2     |
| 41    | Afrique du Sud                     | 0                              | 2                                  | 0                                   | 2     |
| 44    | Belgique                           | 0                              | 1                                  | 2                                   | 3     |
| 44    | Croatie                            | 0                              | 1                                  | 2                                   | 3     |
| 44    | Indépendants                       | 0                              | 1                                  | 2                                   | 3     |
| 44    | Iran                               | 0                              | 1                                  | 2                                   | 3     |
| 48    | Israël                             | 0                              | 1                                  | 1                                   | 2     |
| 49    | Taipei chinois                     | 0                              | 1                                  | 0                                   | 1     |
| 49    | Mexique                            | 0                              | 1                                  | 0                                   | 1     |
| 49    | Pérou                              | 0                              | 1                                  | 0                                   | 1     |
| 52    | Mongolie                           | 0                              | 0                                  | 2                                   | 2     |
| 52    | Slovénie                           | 0                              | 0                                  | 2                                   | 2     |
| 54    | Argentine                          | 0                              | 0                                  | 1                                   | 1     |
| 54    | Bahamas                            | 0                              | 0                                  | 1                                   | 1     |
| 54    | Colombie                           | 0                              | 0                                  | 1                                   | 1     |
| 54    | Ghana                              | 0                              | 0                                  | 1                                   | 1     |
| 54    | Malaisie                           | 0                              | 0                                  | 1                                   | 1     |
| 54    | Pakistan                           | 0                              | 0                                  | 1                                   | 1     |
| 54    | Philippines                        | 0                              | 0                                  | 1                                   | 1     |
| 54    | Porto Rico                         | 0                              | 0                                  | 1                                   | 1     |
| 54    | Qatar                              | 0                              | 0                                  | 1                                   | 1     |
| 54    | Suriname                           | 0                              | 0                                  | 1                                   | 1     |
| 54    | Thaïlande                          | 0                              | 0                                  | 1                                   | 1     |
| Total | Total                              | 260                            | 257                                | 298                                 | 815   |

## Dopage
Cinq cas de dopage furent décelés à l'occasion de ces jeux de Barcelone. Les sportifs suivants furent disqualifiés :
- Madina Biktagirova (Équipe unifiée, athlétisme) : noréphédrine ;
- Bonnie Dasse (États-Unis, athlétisme) : clenbutérol ;
- Jud Logan (États-Unis, athlétisme) : clenbutérol ;
- Nijole Medvedeva (Lituanie, athlétisme) : strychnine ;
- Wu Dan (République populaire de Chine, volley-ball) : strychnine.

## Médias
Le CIO décida à partir de ces jeux que le diffuseur local ne serait plus obligatoirement issu du pays hôte. Une compagnie de diffusion fut créée, la Radio Television Olimpica '92 (RTO). Ce fut également l'amélioration des caméras, ainsi que l'apparition du Commentary Information System (CIS).
Le prix des droits de retransmissions continue d'augmenter à l'occasion de ces Jeux de Barcelone. Aux États-Unis, la chaîne NBC débourse 416 millions de dollars pour en avoir l'exclusivité sur le territoire américain. Au total, le montant des droits de retransmission s'élève à 636 millions de dollars, soit près de 60 % de plus que les Jeux précédents à Séoul. Il y a 13 082 médias présents à Barcelone (5 131 organismes de presse écrite et 7 951 diffuseurs).
En France, ce furent TF1, Antenne 2, FR3 et Canal+ qui diffusèrent l’événement.

## Image et identité corporative
Les Jeux de Barcelone ont aussi signifié un renouvellement pour ce qu'il s'agit du traitement de l'image et l'identité corporative. On a pu ainsi le voir lors de l'édition des affiches, de l'émission de monnaies réalisée par la Fábrica Nacional de Moneda y Timbre à Madrid et aussi des Médailles officielles commémoratives des Jeux olympiques de Barcelone 1992 qui ont été réalisées à Barcelone.